# Cordia goeldiana
Cordia goeldiana är en strävbladig växtart som beskrevs av Huber. Cordia goeldiana ingår i släktet Cordia, och familjen strävbladiga växter. Inga underarter finns listade i Catalogue of Life.

## Bildgalleri

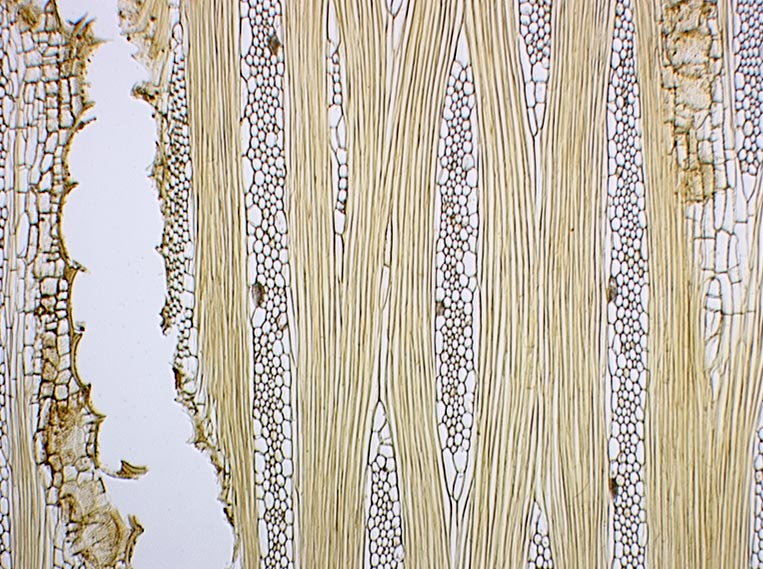
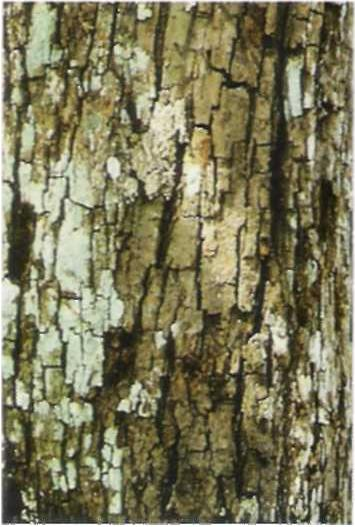
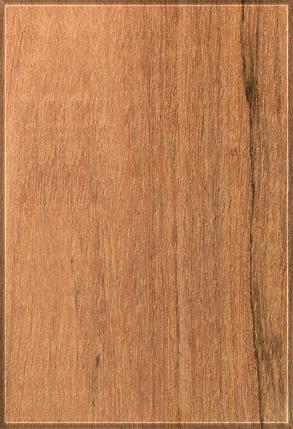
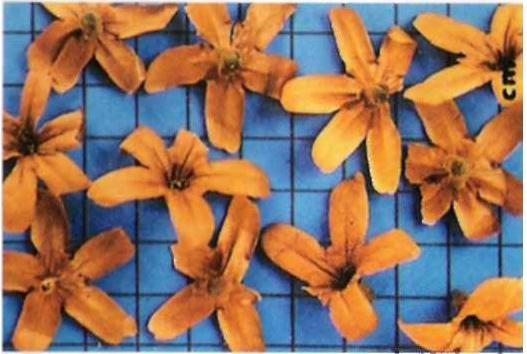
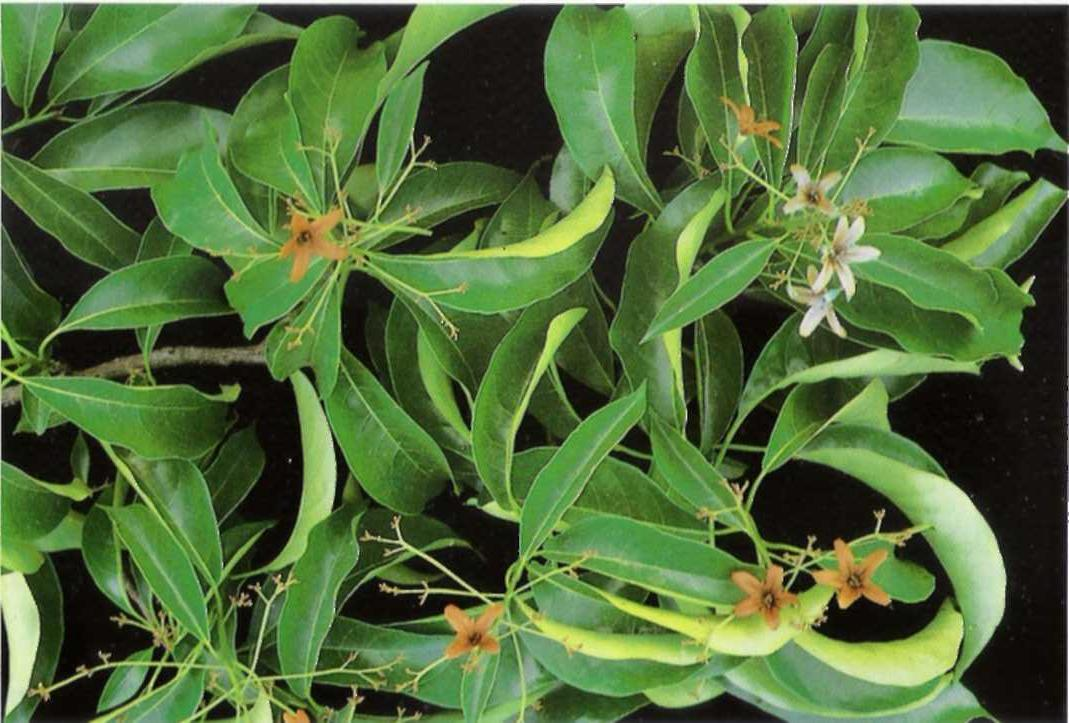
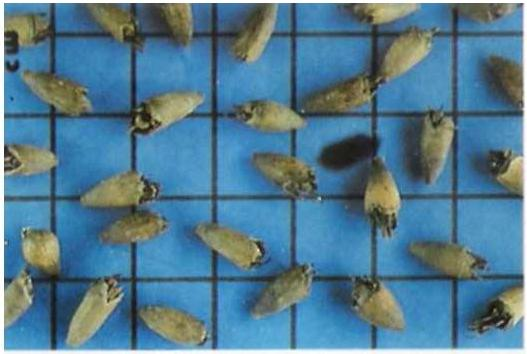